# Guden från Kap Artemisium
Guden från Kap Artemision är en skulptur som dateras till omkring 460 f.Kr. Statyn är utförd i brons och är 209 cm hög. Den påträffades 1926 av fiskare på havsbotten utanför Kap Artemision på ön Euboia i Grekland och är i dag utställd på Nationalmuseet för arkeologi i Aten.
Den tros föreställa Zeus eller Poseidon från den grekiska mytologin. Osäkerheten hänger ihop med det försvunna attributet som guden hållit i höger hand. Där har han antingen hållit en åskvigg (om Zeus) eller treudd (om Poseidon). 
Konstnärens namn är okänt, men utförandet vittnar om avancerade kunskaper. Statyn anses vara ett av de viktigaste verken från antiken och är exceptionellt välbevarad. Ursprungligen hade den ögon, troligen av ben, och ögonbryn, läppar och bröstvårtor av koppar. 